# Tylanthera cordata
Tylanthera es un género monotípico de plantas con flores pertenecientes a la familia Melastomataceae. Su única especie: Tylanthera cordata, es originaria de Tailandia.

## Taxonomía
Tylanthera cordata fue descrita por Carlo Hansen y publicado en Nordic Journal of Botany 9: 634. 1990. 